# Szlovénia a 2010. évi téli olimpiai játékokon

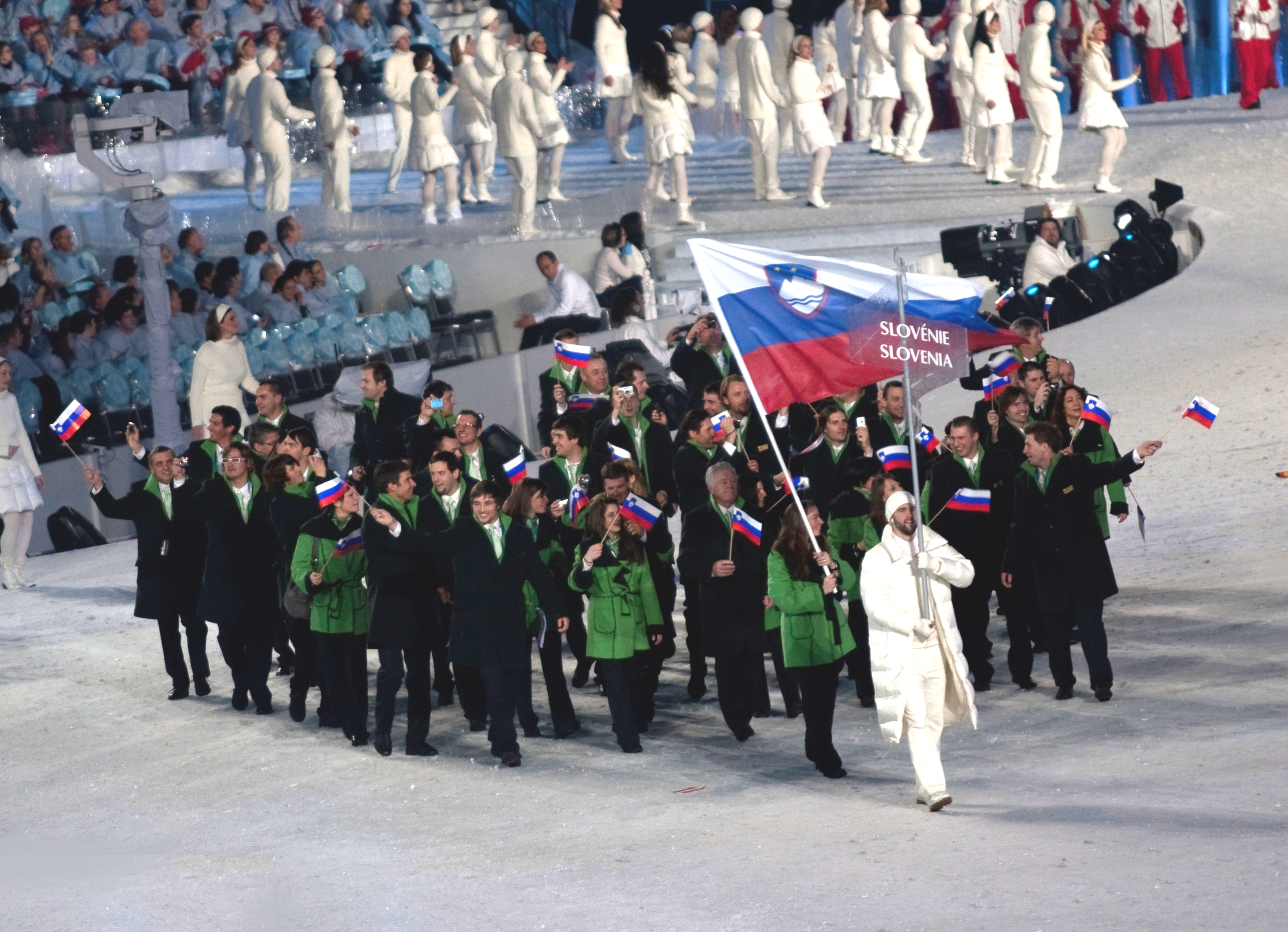
Szlovénia olimpiai küldöttsége a megnyitón

Szlovénia a kanadai Vancouverben megrendezett 2010. évi téli olimpiai játékok egyik részt vevő nemzete volt. Az országot az olimpián 10 sportágban 47 sportoló képviselte, akik összesen 3 érmet szereztek.

## Érmesek
| Érem  | Versenyző    | Sportág  | Versenyszám                |
| ----- | ------------ | -------- | -------------------------- |
| Ezüst | Tina Maze    | Alpesisí | Női óriás-műlesiklás       |
| Ezüst | Tina Maze    | Alpesisí | Női szuperóriás-műlesiklás |
| Bronz | Petra Majdič | Sífutás  | Női egyéni sprint          |

## Alpesisí
Férfi
| Versenyző      | Versenyszám            | 1. futam      | 1. futam      | 2. futam | 2. futam | Összesítés    | Összesítés    |
| Versenyző      | Versenyszám            | Idő           | Hely.         | Idő      | Hely.    | Idő           | Helyezés      |
| -------------- | ---------------------- | ------------- | ------------- | -------- | -------- | ------------- | ------------- |
| Mitja Dragšič  | Műlesiklás             | nem ért célba | nem ért célba | kiesett  | kiesett  | kiesett       | kiesett       |
| Aleš Gorza     | Óriás-műlesiklás       | 1:17,95       | 9.            | 1:21,26  | 17.      | 2:39,21       | 10.           |
| Aleš Gorza     | Szuperóriás-műlesiklás |               |               |          |          | 1:31,07       | 11.           |
| Janez Jazbec   | Óriás-műlesiklás       | 1:18,92       | 22.           | 1:21,04  | 9.*      | 2:39,96       | 19.           |
| Andrej Jerman  | Lesiklás               |               |               |          |          | nem ért célba | nem ért célba |
| Andrej Jerman  | Szuperóriás-műlesiklás |               |               |          |          | 1:56,35       | 28.           |
| Andrej Križaj  | Lesiklás               |               |               |          |          | 1:57,72       | 37.           |
| Andrej Križaj  | Óriás-műlesiklás       | 1:20,48       | 36.           | 1:23,74  | 36.      | 2:44,22       | 33.           |
| Andrej Križaj  | Szuperóriás-műlesiklás |               |               |          |          | kizárták      | kizárták      |
| Rok Perko      | Lesiklás               |               |               |          |          | 1:55,26       | 14.           |
| Matic Skube    | Műlesiklás             | nem ért célba | nem ért célba | kiesett  | kiesett  |               |               |
| Andrej Šporn   | Lesiklás               |               |               |          |          | nem ért célba | nem ért célba |
| Andrej Šporn   | Óriás-műlesiklás       | 1:19,19       | 27.           | 1:21,86  | 23.      | 2:41,05       | 25.           |
| Andrej Šporn   | Szuperóriás-műlesiklás |               |               |          |          | 1:31,58       | 18.           |
| Bernard Vajdič | Műlesiklás             |               |               |          |          | nem ért célba | nem ért célba |
| Mitja Valenčič | Műlesiklás             | 48,22         | 2.            | 52,13    | 19.      | 1:40,35       | 6.            |

| Versenyző     | Versenyszám | Lesiklás | Lesiklás | Műlesiklás    | Műlesiklás    | Összesítés | Összesítés |
| Versenyző     | Versenyszám | Idő      | Hely.    | Idő           | Hely.         | Idő        | Helyezés   |
| ------------- | ----------- | -------- | -------- | ------------- | ------------- | ---------- | ---------- |
| Andrej Jerman | Összetett   | 1:56,03  | 22.      | 54,81         | 31.           | 2:50,84    | 27.        |
| Andrej Križaj | Összetett   | 1:56,48  | 28.      | nem ért célba | nem ért célba | kiesett    | kiesett    |
| Andrej Šporn  | Összetett   | 1:54,56  | 11.      | nem ért célba | nem ért célba | kiesett    | kiesett    |

Női
| Versenyző   | Versenyszám            | 1. futam      | 1. futam      | 2. futam | 2. futam | Összesítés    | Összesítés    |
| Versenyző   | Versenyszám            | Idő           | Hely.         | Idő      | Hely.    | Idő           | Helyezés      |
| ----------- | ---------------------- | ------------- | ------------- | -------- | -------- | ------------- | ------------- |
| Ana Drev    | Műlesiklás             | nem ért célba | nem ért célba | kiesett  | kiesett  | kiesett       | kiesett       |
| Ana Drev    | Óriás-műlesiklás       | 1:17,63       | 26.           | 1:11,20  | 2.       | 2:28,83       | 19.           |
| Maruša Ferk | Lesiklás               |               |               |          |          | 1:48,24       | 20.           |
| Maruša Ferk | Műlesiklás             | 53,20         | 26.           | 53,83    | 22.      | 1:47,03       | 23.           |
| Maruša Ferk | Szuperóriás-műlesiklás |               |               |          |          | nem ért célba | nem ért célba |
| Tina Maze   | Lesiklás               |               |               |          |          | 1:47,94       | 18.           |
| Tina Maze   | Műlesiklás             | 52,28         | 14.           | 52,81    | 9.       | 1:45,09       | 9.            |
| Tina Maze   | Óriás-műlesiklás       | 1:15,39       | 5.            | 1:11,76  | 11.      | 2:27,15       |               |
| Tina Maze   | Szuperóriás-műlesiklás |               |               |          |          | 1:20,63       |               |

| Versenyző   | Versenyszám | Lesiklás | Lesiklás | Műlesiklás | Műlesiklás | Összesítés | Összesítés |
| Versenyző   | Versenyszám | Idő      | Hely.    | Idő        | Hely.      | Idő        | Helyezés   |
| ----------- | ----------- | -------- | -------- | ---------- | ---------- | ---------- | ---------- |
| Maruša Ferk | Összetett   | 1:26,15  | 12.      | 46,83      | 22.        | 2:12,98    | 15.        |
| Tina Maze   | Összetett   | 1:25,97  | 10.      | 44,56      | 5.         | 2:10,53    | 5.         |

## Biatlon
Férfi
| Versenyző                                        | Versenyszám           | Lövőhiba      | Időeredmény | Helyezés      |
| ------------------------------------------------ | --------------------- | ------------- | ----------- | ------------- |
| Janez Marič                                      | 10 km sprint          | 2 (1+1)       | 26:12,5     | 27.           |
| Janez Marič                                      | 12,5 km üldözőverseny | 5 (0+1+3+1)   | 37:28,4     | 47.           |
| Janez Marič                                      | 20 km egyéni          | 5 (1+2+1+1)   | 54:46,4     | 62.           |
| Klemen Bauer                                     | 10 km sprint          | 1 (0+1)       | 24:25,2     | 4.            |
| Klemen Bauer                                     | 12,5 km üldözőverseny | 1 (1+0+2+2)   | 34:33,8     | 9.            |
| Klemen Bauer                                     | 20 km egyéni          | 3 (0+2+0+1)   | 52:43,9     | 32.           |
| Klemen Bauer                                     | 15 km tömegrajtos     | 5 (2+0+0+3)   | 38:16,9     | 28.           |
| Peter Dokl                                       | 10 km sprint          | 0 (0+0)       | 27:21,0     | 58.           |
| Peter Dokl                                       | 12,5 km üldözőverseny | 5 (0+3+2+ )   | + kör       | nem ért célba |
| Peter Dokl                                       | 20 km egyéni          | 2 (2+0+0+0)   | 56:41,9     | 75.           |
| Vasja Rupnik                                     | 10 km sprint          | 3 (0+3)       | 27:20,8     | 57.           |
| Vasja Rupnik                                     | 12,5 km üldözőverseny | 11 (1+2+4+4)  | 41:59,3     | 59.           |
| Vasja Rupnik                                     | 20 km egyéni          | 4 (1+1+1+1)   | 53:49,8     | 49.           |
| Peter Dokl Klemen Bauer Vasja Rupnik Janez Marič | 4 × 7,5 km váltó      | 19 (0+6 3+10) | 1.29:52,4   | 17.           |

Női
| Versenyző                                                           | Versenyszám         | Lövőhiba    | Időeredmény | Helyezés |
| ------------------------------------------------------------------- | ------------------- | ----------- | ----------- | -------- |
| Andreja Mali                                                        | 7,5 km sprint       | 0 (0+0)     | 21:32,6     | 31.      |
| Andreja Mali                                                        | 10 km üldözőverseny | 2 (1+0+1+0) | 33:53,9     | 33.      |
| Andreja Mali                                                        | 15 km egyéni        | 0 (0+0+0+0) | 43:14,4     | 19.      |
| Andreja Mali                                                        | 12,5 km tömegrajtos | 4 (0+2+0+2) | 38:53,9     | 26.      |
| Dijana Ravnikar                                                     | 7,5 km sprint       | 1 (0+1)     | 21:49,7     | 37.      |
| Dijana Ravnikar                                                     | 10 km üldözőverseny | 1 (0+0+1+0) | 34:02,7     | 39.      |
| Dijana Ravnikar                                                     | 15 km egyéni        | 2 (1+0+0+1) | 44:27,4     | 35.      |
| Tadeja Brankovič-Likožar                                            | 7,5 km sprint       | 4 (1+3)     | 23:13,3     | 75.      |
| Tadeja Brankovič-Likožar                                            | 15 km egyéni        | 4 (1+1+2+0) | 47:09,5     | 63.      |
| Teja Gregorin                                                       | 7,5 km sprint       | 0 (0+0)     | 20:29,2     | 9.       |
| Teja Gregorin                                                       | 10 km üldözőverseny | 2 (0+0+1+1) | 31:38,6     | 9.       |
| Teja Gregorin                                                       | 15 km egyéni        | 1 (0+0+0+1) | 35:49,0     | 5.       |
| Teja Gregorin                                                       | 12,5 km tömegrajtos | 3 (0+1+0+2) | 44:29,1     | 36.      |
| Dijana Ravnikar Andreja Mali Tadeja Brankovič-Likozar Teja Gregorin | 4 × 6 km váltó      | 6 (0+4 0+2) | 1:12:02,4   | 8.       |

## Északi összetett
| Versenyző     | Versenyszám        | Síugrás | Síugrás | Síugrás    | Sífutás | Sífutás | Összesítés | Összesítés |
| Versenyző     | Versenyszám        | Pont    | Hely.   | Időhátrány | Idő     | Hely.   | Idő        | Helyezés   |
| ------------- | ------------------ | ------- | ------- | ---------- | ------- | ------- | ---------- | ---------- |
| Gašper Berlot | Normálsánc + 10 km | 119,5   | 13.*    | +1:04      | 27:15,5 | 39.     | 28:19,5    | 37.        |
| Gašper Berlot | Nagysánc + 10 km   | 89,2    | 32.     | +2:31      | 26:57,9 | 39.     | 29:28,9    | 37.        |
| Mitja Oranič  | Normálsánc + 10 km | 108,0   | 36.*    | +1:50      | 25:48,3 | 27.     | 27:38,3    | 31.        |
| Mitja Oranič  | Nagysánc + 10 km   | 88,5    | 33.     | +2:34      | 27:42,1 | 43.     | 30:16,1    | 41.        |

* - egy másik versenyzővel azonos eredményt ért el

## Műkorcsolya
| Versenyző      | Versenyszám  | Rövid program | Rövid program | Kűr     | Kűr     | Összesítés | Összesítés |
| Versenyző      | Versenyszám  | Pont          | Hely.         | Pont    | Hely.   | Pont       | Helyezés   |
| -------------- | ------------ | ------------- | ------------- | ------- | ------- | ---------- | ---------- |
| Gregor Urbas   | Férfi egyéni | 53,02         | 27.           | kiesett | kiesett | kiesett    | kiesett    |
| Teodora Poštič | Női egyéni   | 43,80         | 27.           | kiesett | kiesett | kiesett    | kiesett    |

## Síakrobatika
Krossz
| Versenyző    | Versenyszám | Selejtező | Selejtező | Nyolcaddöntő | Negyeddöntő | Elődöntő | Döntő       | Helyezés |
| Versenyző    | Versenyszám | Idő       | Hely.     | Nyolcaddöntő | Negyeddöntő | Elődöntő | Döntő       | Helyezés |
| ------------ | ----------- | --------- | --------- | ------------ | ----------- | -------- | ----------- | -------- |
| Filip Flisar | Férfi       | 1:13,46   | 7.        | 1.           | 2.          | 4.       | Kisdöntő 4. | 8.       |
| Sasa Faric   | Női         | 1:20,01   | 16.       | 2.           | 4.          | kiesett  | kiesett     | 20.      |

## Sífutás
Női
| Versenyző                                             | Versenyszám    | Selejtező | Selejtező | Negyeddöntő | Negyeddöntő | Elődöntő | Elődöntő | Döntő   | Döntő    |
| Versenyző                                             | Versenyszám    | Idő       | Hely.     | Idő         | Hely.       | Idő      | Hely.    | Idő     | Helyezés |
| ----------------------------------------------------- | -------------- | --------- | --------- | ----------- | ----------- | -------- | -------- | ------- | -------- |
| Anja Eržen                                            | 15 km          |           |           |             |             |          |          | 48:22,9 | 59.      |
| Vesna Fabjan                                          | Sprint         | 3:48,40   | 21.       | 3:43,7      | 5.          | kiesett  | kiesett  | kiesett | 23.      |
| Vesna Fabjan                                          | 10 km          |           |           |             |             |          |          | 26:51,6 | 33.      |
| Barbara Jezeršek                                      | 10 km          |           |           |             |             |          |          | 27:17,3 | 40.      |
| Barbara Jezeršek                                      | 15 km          |           |           |             |             |          |          | 42:17,0 | 17.      |
| Petra Majdič                                          | Sprint         | 3:47,84   | 19.       | 3:40,2      | 1.          | 3:41,2   | 4.       | 3:41,0  |          |
| Katja Višnar                                          | Sprint         | 3:44,10   | 7.        | 3:43,5      | 4.          | kiesett  | kiesett  | kiesett | 16.      |
| Katja Visnar Vesna Fabjan                             | Csapatsprint   | 18:58,9   | 5.        |             |             |          |          | kiesett | 10.      |
| Anja Erzen Katja Višnar Vesna Fabjan Barbara Jezeršek | 4 × 5 km váltó |           |           |             |             |          |          | 59:47,5 | 14.      |

## Síugrás
| Versenyző                                           | Versenyszám | Selejtező | Selejtező | 1. ugrás | 1. ugrás | 2. ugrás | 2. ugrás | Összesítés | Összesítés |
| Versenyző                                           | Versenyszám | Pont      | Hely.     | Pont     | Hely.    | Pont     | Hely.    | Pont       | Helyezés   |
| --------------------------------------------------- | ----------- | --------- | --------- | -------- | -------- | -------- | -------- | ---------- | ---------- |
| Jernej Damjan                                       | Normálsánc  | 126,5     | 15.*      | 108,0    | 38.*     | kiesett  | kiesett  | kiesett    | kiesett    |
| Jernej Damjan                                       | Nagysánc    | 121,1     | 23.       | 89,7     | 33.      | kiesett  | kiesett  | kiesett    | kiesett    |
| Robert Kranjec                                      | Normálsánc  |           |           | 129,0    | 6.       | 130,5    | 8.*      | 259,5      | 6.         |
| Robert Kranjec                                      | Nagysánc    |           |           | 99,3     | 27.*     | 134,4    | 3.       | 233,7      | 9.         |
| Mitja Mežnar                                        | Nagysánc    | 101,0     | 39.       | 99,7     | 26.      | 98,8     | 26.      | 198,5      | 29.        |
| Peter Prevc                                         | Normálsánc  | 127,0     | 13.*      | 124,0    | 13.*     | 135,0    | 4.       | 259,0      | 7.         |
| Peter Prevc                                         | Nagysánc    | 122,1     | 21.       | 111,6    | 14.      | 110,7    | 16.*     | 222,3      | 16.        |
| Primož Pikl                                         | Normálsánc  | 116,5     | 27.*      | 117,5    | 25.*     | 117,0    | 23.      | 234,5      | 24.*       |
| Robert Kranjec Mitja Mežnar Primoz Pikl Peter Prevc | Csapat      |           |           | 472,2    | 8.       | 486,6    | 8.       | 958,8      | 8.         |

* - egy másik versenyzővel azonos eredményt ért el

## Snowboard
Halfpipe
| Versenyző   | Versenyszám | Selejtező  | Selejtező  | Selejtező | Elődöntő   | Elődöntő   | Elődöntő | Döntő      | Döntő      | Helyezés |
| Versenyző   | Versenyszám | 1. forduló | 2. forduló | Hely.     | 1. forduló | 2. forduló | Hely.    | 1. forduló | 2. forduló | Helyezés |
| ----------- | ----------- | ---------- | ---------- | --------- | ---------- | ---------- | -------- | ---------- | ---------- | -------- |
| Cilka Sadar | Női         | 18,2       | 26,8       | 18.       | 30,1       | 21,5       | 11.      | kiesett    | kiesett    | 17.      |

Parallel giant slalom
| Név              | Esemény | Selejtező   | Selejtező | Nyolcaddöntő                 | Negyeddöntő                      | Elődöntő                                             | Döntő                                            | Helyezés |
| Név              | Esemény | Időeredmény | Helyezés  | Ellenfél Időeredmény         | Ellenfél Időeredmény             | Ellenfél Időeredmény                                 | Ellenfél Időeredmény                             | Helyezés |
| ---------------- | ------- | ----------- | --------- | ---------------------------- | -------------------------------- | ---------------------------------------------------- | ------------------------------------------------ | -------- |
| Izidor Sustersic | Férfi   | 1:22,01     | 25.       | kiesett                      | kiesett                          | kiesett                                              | kiesett                                          | 25.      |
| Rok Marguc       | Férfi   | 1:21,09     | 23.       | kiesett                      | kiesett                          | kiesett                                              | kiesett                                          | 23.      |
| Rok Flander      | Férfi   | 1:18,64     | 15.       | Sylvain Dufour (FRA) · -1,65 | Jasey-Jay Anderson (CAN) · +7,02 | 5–8. helyért · Simon Schoch (SUI) · nem állt rajthoz | 7. helyért · Chris Klug (USA) · nem állt rajthoz | 8.       |
| Zan Kosir        | Férfi   | 1:18,31     | 12.       | Aaron March (ITA) · -2,27    | Benjamin Karl (AUT) · kizárták   | 5–8. helyért · Chris Klug (USA) · -1,71              | 5. helyért · Simon Schoch (SUI) · +0,92          | 6.       |
| Glorija Kotnik   | Női     | 1:32,11     | 27.       | kiesett                      | kiesett                          | kiesett                                              | kiesett                                          | 27.      |

Snowboard cross
| Név        | Esemény | Selejtező   | Selejtező | Nyolcaddöntő | Negyeddöntő | Elődöntő | Döntő    | Helyezés |
| Név        | Esemény | Időeredmény | Helyezés  | Helyezés     | Helyezés    | Helyezés | Helyezés | Helyezés |
| ---------- | ------- | ----------- | --------- | ------------ | ----------- | -------- | -------- | -------- |
| Rok Rogeij | Férfi   | 1:23,37     | 22.       | 4.           | kiesett     | kiesett  | kiesett  | 24.      |

## Szánkó
| Versenyző      | Versenyszám | 1. futam | 1. futam | 2. futam | 2. futam | 3. futam | 3. futam | 4. futam | 4. futam | Összesítés | Összesítés |
| Versenyző      | Versenyszám | Idő      | Hely.    | Idő      | Hely.    | Idő      | Hely.    | Idő      | Hely.    | Idő        | Helyezés   |
| -------------- | ----------- | -------- | -------- | -------- | -------- | -------- | -------- | -------- | -------- | ---------- | ---------- |
| Domen Pociecha | Férfi egyes | 49,340   | 27.      | 49,457   | 26.      | 49,587   | 28.      | 49,362   | 29.      | 3:17,746   | 27.        |

## Szkeleton
| Versenyző   | Versenyszám | 1. futam | 1. futam | 2. futam | 2. futam | 3. futam | 3. futam | 4. futam | 4. futam | Összesítés | Összesítés |
| Versenyző   | Versenyszám | Idő      | Hely.    | Idő      | Hely.    | Idő      | Hely.    | Idő      | Hely.    | Idő        | Helyezés   |
| ----------- | ----------- | -------- | -------- | -------- | -------- | -------- | -------- | -------- | -------- | ---------- | ---------- |
| Anže Šetina | Férfi       | 54,50    | 23.      | 54,35    | 23.      | 53,75    | 20.      | kiesett  | kiesett  | 2:42,60    | 21.        |